# Catalogus Catalogorum
Catalogus Catalogorum (Latein, „Katalog der Kataloge“) ist eine im Jahr 1891 vom deutschen Indologen und Sanskritisten Theodor Aufrecht begonnene Auflistung sämtlicher in den altindischen Sprach-Varietäten und auf Sanskrit verfassten vorhandenen Werken und deren Autoren.
Theodor Aufrecht selbst verfasste zwischen 1891 und 1903 insgesamt drei Bände. Im November 1935 wurde diese Arbeit, angeregt durch A. C. Woolner, den damaligen Vizekanzler der University of the Punjab und mit Unterstützung der britischen Regierung, unter dem Namen New Catalogus Catalogorum wieder aufgenommen und ist mittlerweile federführend angesiedelt bei der University of Madras. Bereits zwei Jahre später wurde auf Basis der Arbeiten Aufrechts's eine Neuauflage des Catalogus Catalogorum herausgegeben.
Im Jahre 1949 wurde der erste Band des neu gefassten und auf vierzig Bände ausgelegten New Catalogus Catalogorum herausgegeben. Von den geplanten vierzig Bänden sind bislang (2013) vierzehn erschienen und weitere befinden sich in Vorbereitung.
Inhaltlich umfasst dieses alphabetische Verzeichnis eine thematische Spannbreite, die sämtliche Lebensbereiche einschließt.